# Tolmera ecstatica
Tolmera ecstatica là một loài bướm đêm trong họ Geometridae.